# Scaphoideus midvittatus
Scaphoideus midvittatus är en insektsart som beskrevs av Li och Wang 2002. Scaphoideus midvittatus ingår i släktet Scaphoideus och familjen dvärgstritar. Inga underarter finns listade i Catalogue of Life.